# Crime in Stereo
I Crime In Stereo sono una band hardcore punk statunitense proveniente da Long Island.

## Storia del gruppo
Assimilabile ai Gorilla Biscuits, Ten Yard Fight, e Lifetime, il gruppo pubblicò nel 2003 il proprio lavoro di debutto, uno split con i Kill Your Idols su Blackout! Records.
Nei primi mesi del 2004, la band fece uscire il primo album in studio, sempre su Brightside Records, dal titolo Explosives and the Will to Use Them, il quale capitalizzò tutte le influenze sopra citate e venne ben recensito da diversi siti musicali in ambito punk. Il rapporto con l'etichetta, però, si interruppe per ragioni non diffuse, e la formazione firmò nei primi mesi del 2005 un contratto con la Nitro Records, posseduta da Dexter Holland, cantante degli Offspring. Sebbene un EP di quattro canzoni denominato The Contract fu pubblicato nel luglio del 2005 per adempiere agli ultimi obblighi contrattuali con Blackout! Records / Brightside, la band diede alle stampe lo stesso anno il proprio nuovo lavoro, l'EP Fuel. Transit. Sleep sotto la nuova etichetta. Il lavoro contiene due tracce dal futuro album del gruppo, The Troubled Stateside che fu pubblicato il 18 aprile 2006 sempre su Nitro Records. La formazione ha comunque terminato il proprio rapporto con la Nitro ed ha firmato un altro contratto con la Bridge 9 Records, che ha pubblicato il 23 ottobre il nuovo lavoro di studio, Crime in Stereo is Dead, il quale segna un radicale cambiamento nello stile musicale della band. Nel febbraio 2010 la band pubblica il quarto album in studio I Was Trying to Describe You to Someone. Nell'Agosto 2010 il gruppo annuncia lo scioglimento. L'ultima apparizione dal vivo avviene il 14 gennaio 2011 al Bergen Point Country Club di Long Island.
Il 3 ottobre 2012 i Crime In Stereo annunciano la fine delle loro ostilità e il ritorno sulla scena.
Il chitarrista Alex Dunne ed il cantante Kristian Hallbert hanno gravi problemi di salute, anche se raramente rilasciano interviste sulle loro condizioni.: Dunne ha il diabete e Hallbert un tumore da quando ha 18 anni.

## Discografia

### Album in studio
- 2004 – Explosives and the Will to Use Them (Blackout! Records)
- 2006 – The Troubled Stateside (Nitro Records)
- 2007 – Crime in Stereo is Dead (Bridge Nine Records)
- 2010 – I Was Trying to Describe You to Someone (Bridge Nine Records)
- 2023 - House & Trance

### Raccolte
- 2008 – Selective Wreckage (Bridge Nine Records)

### EP
- 2003 – Kill Your Idols/Crime In Stereo (con i Kill Your Idols) (Blackout! Records)
- 2005 – The Contract (Blackout! Records)
- 2006 – Fuel. Transit. Sleep (Nitro Records)
- 2007 – Love (Run For Cover Records)

### Apparizioni in compilation
- 2003 – Broken Lamps And Hardcore Memories Vol. 2 (Pastepunk)
- 2007 - Think Punk Vol. 1